# Mallophora annuliventris
Mallophora annuliventris är en tvåvingeart som beskrevs av Artigas och Angulo 1980. Mallophora annuliventris ingår i släktet Mallophora och familjen rovflugor.
Artens utbredningsområde är Guatemala. Inga underarter finns listade i Catalogue of Life.